# Andrena toluca
Andrena toluca là một loài Hymenoptera trong họ Andrenidae. Loài này được LaBerge mô tả khoa học năm 1969.